# Adil Osmanov
Adil Osmanov, född 2 juli 2000, är en moldavisk judoutövare.

## Karriär
Vid olympiska sommarspelen 2024 i Paris tog Osmanov brons i 73 kg-klassen efter att ha besegrat italienske Manuel Lombardo i bronsmatchen.